# Chromadorita nana
Chromadorita nana is een rondwormensoort uit de familie van de Chromadoridae. De wetenschappelijke naam van de soort werd in 1973 voor het eerst geldig gepubliceerd door Lorenzen.